# Kingsley Boateng
Kingsley Boateng (Mpatuam, Ghana, 7 de abril de 1994, es un futbolista ghanés nacionalizado italiano, se desempeña como delantero y actualmente juega en el Juve Stabia de Italia. 

## Biografía
Nació en Ghana, pero se mudó a Italia cuando tenía 5 años. Se inició en la academia del AC Milan.

## Selección nacional
Ha sido internacional con las selecciones sub-19 y sub-21 de Italia en 8 ocasiones anotando 1 gol.

## Clubes
| Club                  | País         | Año         |
| --------------------- | ------------ | ----------- |
| Catania (Cedido)      | Italia       | 2013 - 2014 |
| NAC Breda             | Países Bajos | 2014 - 2015 |
| SSC Bari              | Italia       | 2015 - 2017 |
| NK Olimpija Ljubljana | Eslovenia    | 2017 - 2019 |
| Ternana Calcio        | Italia       | 2019 -      |
| Juve Stabia (cedido)  | Italia       | 2019 -      |